# Torneo de las Cuatro Naciones 1904
El Torneo de las Cuatro Naciones de 1904 (Home Nations Championship 1904) fue la 22° edición del principal Torneo de rugby del Hemisferio Norte.
El campeonato fue ganado por la selección de Escocia.

## Clasificación
| Lugar | Selección  | Partidos | Partidos | Partidos  | Partidos | Puntos  | Puntos    | Puntos | Tabla de puntos |
| Lugar | Selección  | Jugados  | Ganados  | Empatados | Perdidos | A favor | En contra | dif.   | Tabla de puntos |
| ----- | ---------- | -------- | -------- | --------- | -------- | ------- | --------- | ------ | --------------- |
| 1     | Escocia    | 3        | 2        | 0         | 1        | 28      | 27        | +1     | 4               |
| 2     | Gales      | 3        | 1        | 1         | 1        | 47      | 31        | +16    | 3               |
| 2     | Inglaterra | 3        | 1        | 1         | 1        | 36      | 20        | +16    | 3               |
| 4     | Irlanda    | 3        | 1        | 0         | 2        | 17      | 50        | -33    | 2               |

## Resultados
| 9 de enero | Inglaterra | 14 - 14 | Gales | Leicester, |  |

| 6 de febrero | Gales | 21 - 3 | Escocia | Swansea, |  |

| 13 de febrero | Inglaterra | 19 - 0 | Irlanda | Londres, |  |

| 27 de febrero | Irlanda | 3 - 19 | Inglaterra | Dublín, |  |

| 12 de marzo | Irlanda | 14 - 12 | Gales | Belfast, |  |

| 19 de marzo | Escocia | 6 - 3 | Inglaterra | Edimburgo, |  |

## Premios especiales
- Copa Calcuta:  Escocia